# Manuel Gómez Morín

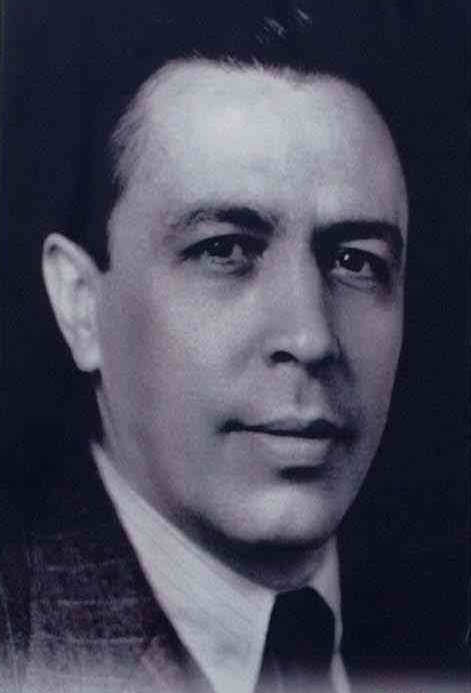
Manuel Gómez Morín

Manuel Gómez Morín (* 27. Februar 1897 in Batopilas, Chihuahua; † 19. April 1972 in Mexiko-Stadt) war ein mexikanischer Politiker, Gründer der Partido Acción Nacional (PAN) und Rektor der Universidad Nacional Autónoma de México (UNAM). Er zählte zu den führenden Geldpolitikern des Landes.

## Biografie
Gómez, der zur Generation von 1915 gehörte, war Sohn des Spaniers Manuel Gómez Castillo und von Concepción Morín de Avellano aus Parral. Kurz nach seiner Geburt verstarb sein Vater im Alter von 24 Jahren, worauf seine Mutter das Haus verkaufte und mit ihrem Sohn zunächst nach Chihuahua und dann nach León zog, wo er das „Colegio del Sagrado Corazón“ und dann die „María Inmaculada“-Schule besuchte. Nach einem weiteren Umzug nach Mexiko-Stadt konnte er ab 1913 an der dortigen Escuela Nacional Preparatoria die Hochschulreife erlangen und studierte Rechtswissenschaften an der Universidad Autónoma de México zu jener Zeit, als diese noch nicht autonom war. In den Jahren von 1915 bis 1919 verdiente er zum Lebensunterhalt der Familie durch die Korrektur von Tests zu Artikeln in revolutionären Blättern hinzu. 1918 graduierte er als Rechtsanwalt, dozierte im Fach Recht und Verfassungsrecht an der Universidad Autónoma de México und arbeitete als Untersekretär für Finanzen von 1919 bis 1921 im Secretaría de Hacienda y Crédito Público. 1924 heiratete er Lidia Torres Fuentes, mit der er die gemeinsamen Kinder Juan Manuel, Gabriela, Mauricio und Margarita zur Welt brachte. Von 1925 bis 1929 war er legitimierter Repräsentant bei der sowjetischen Botschaft in verschiedenen Rechtsangelegenheiten. Vom 23. Oktober 1933 bis 26. Oktober 1934 war er Rektor der UNAM und erhielt 1934 von dieser den Ehrendoktortitel. Gómez war auch Mitglied des Organisationskomitees der Banco Nacional de Obras y Servicios Públicos (Banobras), beteiligte sich unter anderem an der ersten Studienkommission für soziale Sicherheit und entwarf 1926 das erste mexikanische Gesetz für Landwirtschaftskredite. Er war 1936 beteiligt bei der Schaffung der Rechtsgrundlagen für die kontrollierte mexikanische VISA-Holding mit Sitz in Monterrey. 1939 gründete er mit Luis Calderón Vega die PAN, die in den 1980er Jahren eine relevante Oppositionskraft werden sollte und das Monopol der Partido Revolucionario Institucional brach, und war dort bis 1945 Parteivorsitzender. 1945 wurde er Mitglied des ersten Universitätsvorstandes der UNAM.